# ۵۶۰ (قمری)
۵۶۰ (قمری)، پانصد و شصتمین سال در گاهشماری هجری قمری است. اول محرم این سال برابر با بیست و پنجم نوامبر سال ۱۱۶۴ میلادی است.

## وابسته
- ابن عربی
- ابوالفضل سجاوندی
- عبدالقادر گیلانی